# Partsinsyn
Partsinsyn är ett juridiskt begrepp inom svensk förvaltningsrätt som innebär att den som på något sätt är part, det vill säga direkt involverad eller har ett särskilt intresse i handläggning av ett myndighetsärende, har rätt att del av uppgifter som har tillförts ärendet.
Rätten till insyn omfattar med vissa begränsningar också handlingar som omfattas av sekretess enligt offentlighets- och sekretesslagen. 
Insynsrätten är inte begränsad till sådana handlingar som enligt tryckfrihetsförordningen är att betrakta som allmänna handlingar. Insynsrätten kan alltså även gälla arbetsmaterial eller utkast till myndighetsbeslut eller liknande .